# UFC Fight Night: Covington vs. Woodley
UFC Fight Night: Covington vs. Woodley（ユーエフシー・ファイト・ナイト・コヴィントン・バーサス・ウッドリー、別名UFC Fight Night 178、UFC on ESPN+ 36）は、アメリカ合衆国の総合格闘技団体「UFC」の大会の一つ。2020年9月19日、ネバダ州ラスベガスのUFC APEXで開催された。

## 大会概要
本大会ではコルビー・コヴィントンとタイロン・ウッドリーのウェルター級戦が組まれた。

## 試合結果

### プレリミナリーカード
第1試合 バンタム級 5分3R
○  タイソン・ナム vs.  ジェローム・リベラ ×
2R 0:34 TKO（右フック→パウンド）
第2試合 バンタム級 5分3R
○  アンドレ・イーウェル vs.  アーウィン・リベラ ×
3R終了 判定2-1（29-28、28-29、29-28）
第3試合 バンタム級 5分3R
○  ランディ・コスタ vs.  ジャーニー・ニューソン ×
1R 0:41 KO（左ハイキック→パウンド）
第4試合 フェザー級 5分3R
○  ダリック・ミナー vs.  TJ・ララミー ×
1R 0:52 ギロチンチョーク
第5試合 女子バンタム級 5分3R
○  ジェシカ・ローズ・クラーク vs.  セーラ・アルパー ×
3R 4:21 TKO（右膝蹴り）
第6試合 女子フライ級 5分3R
○  マイラ・ブエノ・シウバ vs.  マーラ・ロメロ・ボレラ ×
1R 2:29 腕ひしぎ十字固め
第7試合 フェザー級 5分3R
○  デイモン・ジャクソン vs.  ミアサド・ベクティック ×
3R 1:21 ギロチンチョーク
第8試合 フライ級 5分3R
○  ダビッド・ドボジャーク vs.  ジョーダン・エスピノーサ ×
3R終了 判定3-0（30-27、30-27、30-27）

### メインカード
第9試合 ミドル級 5分3R
○  ケビン・ホランド vs.  ダレン・スチュワート ×
3R終了 判定2-1（28-29、29-28、29-28）
第10試合 女子ストロー級 5分3R
○  マッケンジー・ダーン vs.  ランダ・マルコス×
1R 3:44 腕ひしぎ十字固め
第11試合 ライトヘビー級 5分3R
○  ジョニー・ウォーカー vs.  ライアン・スパン ×
1R 2:43 KO（肘打ち）
第12試合 ミドル級 5分3R
○  カムザット・チマエフ vs.  ジェラルド・マーシャート ×
1R 0:17 KO（右ストレート）
第13試合 ウェルター級 5分3R
－  ドナルド・セラーニ vs.  ニコ・プライス －
ノーコンテスト（プライスの薬物検査失格）
第14試合 ウェルター級 5分5R
○  コルビー・コヴィントン vs.  タイロン・ウッドリー ×
5R 1:19 TKO（肋骨の負傷）

### 各賞
ファイト・オブ・ザ・ナイト：該当無し
パフォーマンス・オブ・ザ・ナイト：カムザット・チマエフ、マッケンジー・ダーン、デイモン・ジャクソン、ランディ・コスタ
各選手にはボーナスとして5万ドルが授与された。

### カード変更
負傷などによるカードの変更は以下の通り。